# 者米拉祜族乡
者米拉祜族乡是中华人民共和国云南省红河哈尼族彝族自治州金平苗族瑶族傣族自治县下辖的一个民族乡。

## 行政区划
者米拉祜族乡下辖以下村级行政区划单位：
下新寨村、顶青村、河边寨村和巴哈村。